# Sainte-Marie-la-Robert
Sainte-Marie-la-Robert település Franciaországban, Orne megyében. Lakosainak száma 87 fő (2022. január 1.). Sainte-Marie-la-Robert Boucé, Le Ménil-Scelleur, Sainte-Marguerite-de-Carrouges, Saint-Martin-l’Aiguillon és Vieux-Pont községekkel határos.

## Népesség
A település népessége az elmúlt években az alábbi módon változott:
| Lakosok száma | 79   | 84   | 85   | 86   | 88   | 89   | 88   | 87   |
|               | 2013 | 2015 | 2017 | 2018 | 2019 | 2020 | 2021 | 2022 |